# Исторические русские концерты
«Исторические русские концерты» (фр. Concerts historiques russes) — мероприятие,  организованное в 1907 году в Париже С. П. Дягилевым с целью пропаганды русской музыки за границей.

## История
Концерты состоялись 16, 19, 23, 26 и 30 мая 1907 года на сцене Парижской оперы. Прошли под покровительством великого князя Владимира Александровича. Комитет по организации концертов возглавлял обер-гофмейстер А. С. Танеев. Почётные председатели: министр культуры и народного просвещения Франции А. Бриан, русский посол во Франции А.И. Нелидов, меценатка графиня Э. Греффюль. Членами Комитета, наряду с С. П. Дягилевым, были Н. А. Римский-Корсаков, А. К. Глазунов, С.В. Рахманинов, Ф. М. Блуменфельд, К. Дебюсси, М. Равель, А. Никиш, А. Мессаже.
«Исторические русские концерты» впервые представили русскую музыку в Западной Европе в столь значительном объёме. Успех концертов укрепил С. П. Дягилева в мысли организовать в 1908 году в Париже ещё более масштабное мероприятие: «Русские сезоны».

## Программы
В концертах исполнялись фрагменты оперы «Руслан и Людмила» М. И. Глинки, симфоническая поэма «Тамара» М. А. Балакирева, фрагменты опер «Ночь перед Рождеством», «Снегурочка», «Млада», «Сказка о царе Салтане»,
«Садко» Н. А. Римского-Корсакова,  фрагменты оперы «Князь Игорь» А. П. Бородина, фрагменты опер «Борис Годунов» и «Хованщина» и песни М. П. Мусоргского, 2-я  симфония и фрагменты оперы «Чародейка» П. И. Чайковского, «Из Средних веков», «Весна» для оркестра и «Вакхическая песня» А. К. Глазунова, кантата «Весна» и 2-й концерт для фортепиано с оркестром С. В. Рахманинова (солист автор), 1-й концерт для фортепиано с оркестром С. М. Ляпунова (солист И. Гофман), 2-я симфония и концерт для фортепиано с оркестром А. Н. Скрябина (солист И. Гофман). Были исполнены также сочинения Ц. А. Кюи, А. С. Танеева. 
В концертах выступили дирижёры Н. А. Римский-Корсаков, А. К. Глазунов, А. Никиш,
К. Шевийяр, солисты императорских театров С.-Петербурга и Москвы Ф. И. Шаляпин, Ф. В. Литвин, Е. И. Збруева, М. Б. Черкасская, В. И. Касторский, Д. А. Смирнов и другие певцы-солисты. В качестве пианиста и дирижёра выступил С. В. Рахманинов, в качестве дирижёра и аккомпаниатора – Ф. М. Блуменфельд. В концертах участвовали хор и оркестр французского Общества концертов Ламурё.
В программах (аннотациях) концертов публиковались биографические сведения о композиторах, их фотографии и портреты работы И. Е. Репина, Л.С. Бакста, В.А. Серова, пояснения к исполняемой музыке, эскизы декораций оперных постановок в России.